# Hamidijski masakri
Hamidijski masakri koji se nazivaju i armenski masakri, bili su masakri nad Armencima u Osmanskom Carstvu sredinom 1890-ih.
Procijenjene žrtve kretale su se od 100 000  do 300 000 , što je rezultiralo s 50 000 djece bez roditelja. Masakri su nazvani po sultanu Abdul Hamidu II., koji je, u svojim nastojanjima da zadrži imperijalni domen Osmanskog Carstva u opadanju, ponovno uspostavio panislamizam kao državnu ideologiju. Iako su masakri bili usmjereni uglavnom protiv Armenaca, u nekim su se slučajevima pretvorili u neselektivne protukršćanske pogrome, uključujući masakre u Diyarbekiru, gdje je, barem prema jednom suvremenom izvoru, ubijeno i do 25.000 Asiraca.
Masakri su u osmanskoj unutrašnjosti započeli 1894. godine, da bi se sljedećih godina sve više razmahali. Većina ubojstava dogodila se između 1894. i 1896. Masakri su počeli jenjavati 1897., nakon međunarodne osude Abdul Hamida. Najoštrije mjere bile su usmjerene protiv dugo progonjene armenske zajednice jer je vlada ignorirala njezine pozive na građansku reformu i bolji tretman. Osmanlije nisu uvažavali žrtve zbog njihove dobi ili spola, te su zbog toga sve žrtve masakrirali brutalnom silom.
Telegraf je proširio vijesti o masakrima diljem svijeta, što je dovelo do značajne količine izvještavanja o njima u medijima zapadne Europe, Rusije i Sjeverne Amerike.